# Abram Blass
Moshe Aba Blass (Łomża, Polònia, 1896 - Tel-Aviv, Israel, 1971) fou un mestre d'escacs jueu polonès-israelià.

## Biografia i resultats destacats en competició
Nascut a Łomża (llavors a l'Imperi Rus), es va traslladar a viure als Estats Units entre 1911 i 1924. Posteriorment va retornar a Polònia, on va viure a Varsòvia. El 1924/25, Blass va empatar als llocs 3r-5è a Varsòvia (el guanyador fou Stanisław Kohn). El 1926, va empatar al 1r lloc amb Paulin Frydman a Varsòvia. El 1926, empatà als llocs 8è-9è amb Mieczysław Chwojnik a la I edició del Campionat d'escacs de Polònia a Varsòvia (el campió fou Dawid Przepiórka). El 1926/27, fou 5è a Varsòvia (guanyaren Kohn i Leon Kremer). El 1927, fou 8è al II Campionat de Polònia a Łódź (el campió fou Akiba Rubinstein). El 1928 va guanyar, per davant de Frydman i de Kazimierz Makarczyk, a Varsòvia.
Blass va jugar, representant Polònia, al tauler suplent a la II Olimpíada d'escacs, a la Haia 1928 (+4 –3 =5), on hi va guanyar la medalla de bronze per equips. Ell, conjuntament amb altres membres de l'equip de Varsòvia (Rafał Feinmesser, Frydman, Stanisław Kohn, Leon Kremer, Karol Piltz i Henryk Pogorieły), va guanyar la medalla d'or al 1r Campionat de Polònia per equips celebrat a Królewska Huta (Königshütte) el 1929; fou 2n, darrere de Kremer, a Varsòvia 1929 i fou 8è Varsòvia 1930 (el campió fou P. Frydman).
El 1931, va emigrar a Palestina, on va guanyar la competició d'escacs dels 2ns Jocs Macabeus el 1935, i el Campionat de Palestina. L'any següent, fou 2n al campionat de la ciutat de Tel-Aviv City i empatà als llocs 2n-3r, rera Moshe Czerniak, al campionat de Palestina, a Tel-Aviv.